# Pruszcz (powiat gryficki)
Pruszcz – wieś sołecka w Polsce położona w województwie zachodniopomorskim, w powiecie gryfickim, w gminie Brojce.
Według danych gminy z 5 czerwca 2009 wieś miała 142 mieszkańców.
Ok. 0,2 km na wschód od wsi przepływa struga Lubosiel, będąca dopływem Regi.
W latach 1946–1998 miejscowość administracyjnie należała do województwa szczecińskiego.